# Maldoror (film, 2024)
Pour les articles homonymes, voir Maldoror.
Pour plus de détails, voir Fiche technique et Distribution.
Maldoror ou Le Dossier Maldoror est un film franco-belge réalisé par Fabrice Du Welz et sorti en 2024.
Librement inspiré de l'affaire Dutroux, le film est présenté hors compétition à la Mostra de Venise 2024.

## Synopsis
En 1995, deux jeunes filles disparaissent en Belgique. L'affaire, très médiatisée, bouleverse la population et déclenche une frénésie médiatique sans précédent. Le jeune gendarme Paul Chartier va alors participer à une opération secrète, surnommé « Maldoror », chargée de surveiller le suspect n°1. Malgré un système dysfonctionnel, Paul va alors s'impliquer dans l'enquête qui va peu à peu l’obséder.

## Fiche technique
Sauf indication contraire, les informations mentionnées dans cette section peuvent être confirmées par la base de données cinématographiques IMDb,  présente dans la section « Liens externes ».
- Titre original : Maldoror
- Autre titre : Le Dossier Maldoror
- Réalisation : Fabrice Du Welz
- Scénario : Domenico La Porta et Fabrice Du Welz
- Musique : Vincent Cahay
- Direction artistique : Manu De Meulemeester
- Décors : Manu De Meulemeester
- Photographie : Manuel Dacosse
- Montage : Nico Leunen
- Sociétés de production : Frakas Productions
- Coproduction : Spade, RTBF, Proximus, VOO, BeTV, Shelter Prod, France 2 Cinéma
- En association avec : One Eyed
- Exportation / Ventes internationales : WTFilms
- Distribution : The Jokers (France)[1], O'Brother Distribution (Belgique)
- Avec le soutien de : Centre du Cinéma et de l’Audiovisuel de la Fédération Wallonie-Bruxelles, Canal+, Tax shelter du gouvernement fédéral belge, SofiTVciné 11
- Avec la participation de : Ciné+, France Télévisions, Wallimage, Région de Bruxelles-Capitale
- Pays de production :  Belgique,  France
- Format : couleur — Super 16 mm — 1,66:1
- Genre : drame, thriller, policier
- Durée : 155 minutes
- Dates de sortie :
  - Italie : 3 septembre 2024 (Mostra de Venise 2024)
  - France : 15 janvier 2025[2]

## Distribution
- Anthony Bajon : Paul Chartier

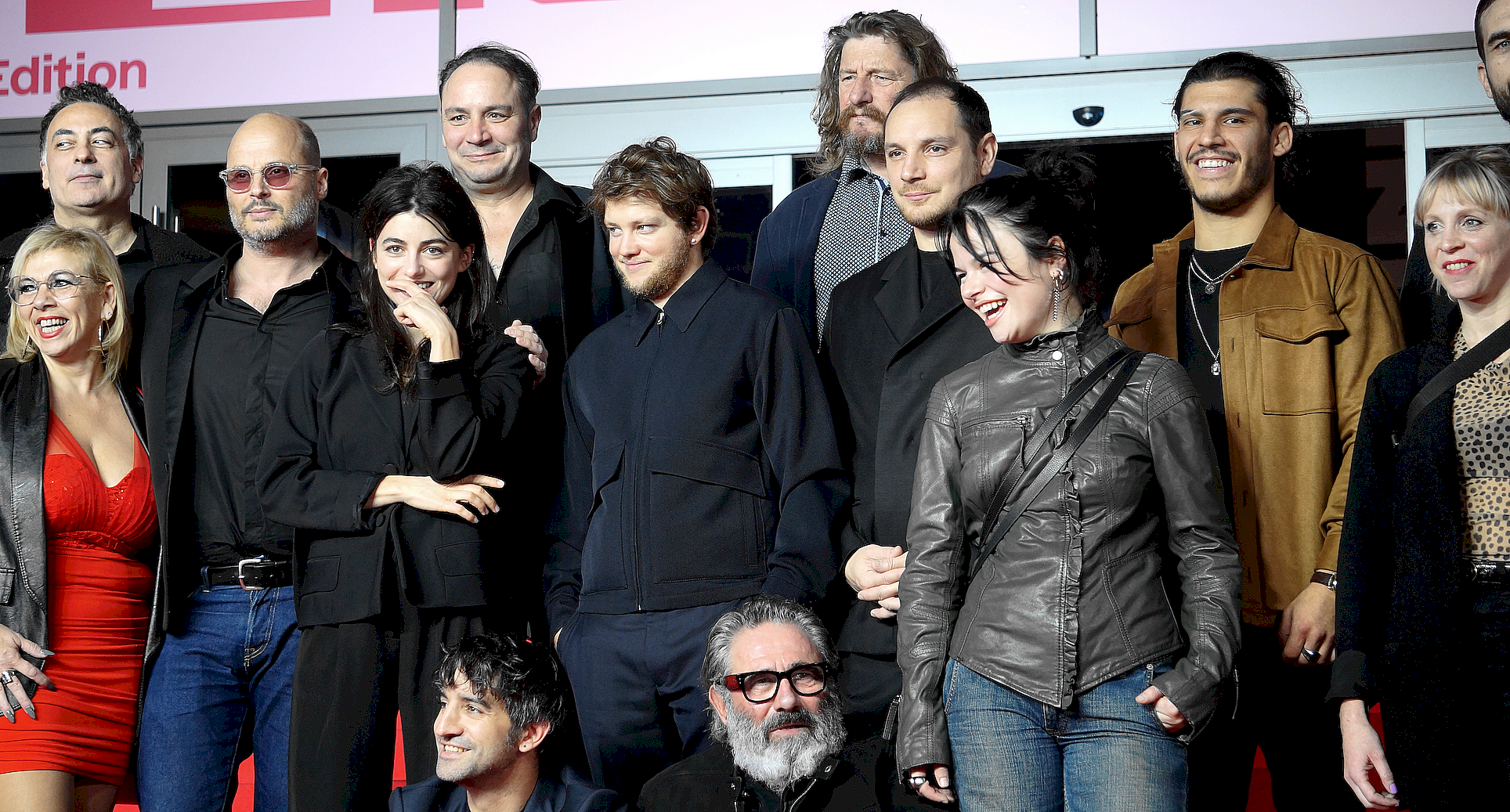

- Alba Gaïa Bellugi : Jeanne Ferrara
- Alexis Manenti : Luis Catano
- Sergi López : Marcel Dedieu
- Laurent Lucas : Charles Hinkel
- David Murgia : Didier Renard
- Béatrice Dalle : Rita
- Lubna Azabal : Mme Santos
- Jackie Berroyer : Jacky Dolman
- Mélanie Doutey : Juge Remacle
- Félix Maritaud : Roberto Santos
- Guillaume Duhesme : Dardenne
- Paul Richard Mathy : Tonio Klaude

## Production
Fabrice Du Welz, très marqué par l'affaire Dutroux, a préféré en faire une fiction : « J'ai voulu pousser mon récit vers la fiction, jusqu'à l'uchronie, jusqu'au fantasme de justice dont nous avons été privés par ses nombreux dysfonctionnements. »
C'est en voyant Once Upon a Time… in Hollywood (2019) de Quentin Tarantino — et sa réécriture du meurtre de Sharon Tate —, que Fabrice Du Welz a trouvé l'angle de son film : « Je pouvais faire un vrai film de cinéma, tout en rendant un peu de dignité à ceux qui ont été bafoués dans l'affaire. Car mon principal souci était de réaliser un film de cinéma pour qu'il soit le plus haletant possible, tout en étant à hauteur d'homme. » Le cinéaste s'inspire par ailleurs de films policiers des années 1970-1980, comme La Femme flic d'Yves Boisset, ou du réalisme des films de Sidney Lumet (notamment The Offence) et William Friedkin. Il a également été influencé par des thrillers plus récents comme Memories of Murder (2003) de Bong Joon-ho et Zodiac (2007) de David Fincher.
Le titre Maldoror fait référence à l'ouvrage poétique Les Chants de Maldoror de Lautréamont. Fabrice Du Welz justifie ce choix car l'auteur « explorait le mal à son époque. Comme lui, j'ai voulu sonder l'essence du mal, l'impunité avec laquelle il se propage, et ses conséquences, mais à une époque que je connais mieux : la mienne. »
Le tournage a lieu principalement à Charleroi.

## Sortie

### Accueil critique
En France, le site Allociné donne une moyenne de 3,5⁄5, d'après l'interprétation de 30 critiques de presse

## Distinction

### Sélection
- Mostra de Venise 2024 : sélection hors compétition[7]